# Enguinegatte
Enguinegatte foi uma comuna francesa na região administrativa de Altos da França, no departamento de Pas-de-Calais. Estendia-se por uma área de 8,92 km². Em 2010 a comuna tinha 456 habitantes (densidade: 51,1 hab./km²).
Em 1 de janeiro de 2017, passou a formar parte da nova comuna de Enquin-lez-Guinegatte.

## História
Conhecida como Guinegatte na era medieval, este foi o cenário de muitas batalhas no final do século XV e começo do século XVI. A primeira foi a Batalha de Guinegate|Battle Guinegate, e mais tarde a mais famosa, a Batalha de Spurs, em 1513. O vilarejo foi amplamente destruído na Segunda Guerra Mundial.

## Lugares de interesse
- A igreja de São Jacques, construída no século XVIII.